# Theonina
Theonina es un género de arañas araneomorfas de la familia Linyphiidae. Se encuentra en la zona paleártica.

## Lista de especies
Según The World Spider Catalogo 12.0:
- Theonina cornix (Simon, 1881)
- Theonina kratochvili Miller & Weiss, 1979
- Theonina linyphioides (Denis, 1937)